# Леон Дрей

Первое издание романа «Леон Дрей»

«Леон Дрей, или Покоритель женских сердец» — художественный немой фильм режиссёра Евгения Бауэра по одноименному произведению Семёна Юшкевича, 1915 г.
Фильм сохранился без надписей.

## Литературная основа фильма
Фильм снят по первой части одноимённого романа Семёна Юшкевича, которая была опубликована в 1911 году в Петербурге (роман в трёх частях; затем, уже при Советской власти издавался целиком в 1923 году и в Москве в 1928 году).
Роман относится к так называемому еврейско-русскому жанру русской литературы.
Автор писал свой роман в 1908—1917 годах, выводя сатирический образ главного героя — соблазнителя, вора, мошенника, вымогателя. С. Юшкевич хотел показать образ современного высокопоставленного благополучного персонажа, обнажив его настоящее лицо, скрытое за маской «высшего общества». И хотя в целом не все образы оказались удачны с литературной точки зрения, типы, выведенные автором, были настолько узнаваемы, что роман и его автор в итоге вызвали всеобщее негодование.
Фильм был сделан по первой части трилогии, когда полностью роман ещё не был дописан.

## Сюжет
Главный герой Леон Дрей происходит из бедной еврейской семьи. С детства познав тяготы и унижения бедности, он мечтает только об одном: стать богатым и войти в высокопоставленное общество респектабельных людей, прежде закрытое для него. И для этой цели он использует все способы, не останавливаясь ни перед чем. Авторы анализирует моральное разложение и деградацию личности человека из «низов», пробирающегося всеми усилиями «наверх».
Леон молод и элегантен. Он выбирает в невесты наивную девушку из обеспеченной семьи, которая, искренне полюбив Леона, родившаяся и выросшая в благополучной семье, и представить себе не может, что является лишь ступенькой для честолюбивых планов своего жениха в его продвижениях к намеченным им целям. В конце концов жених обкрадывает родителей любящей его девушки.
Постепенно ему надоедает соблазнять и использовать окружающих его девушек и обманывать небогатых соседей. Планы Леона становятся всё более честолюбивыми, а аферы и мошенничества — всё более наглыми.
Леон идёт по жизни не оглядываясь, не останавливаясь ни перед какими жертвами и оставляя за собой бесчисленные преступления, добиваясь своего…

## В ролях
- Николай Радин — Леон Дрей
- Борис Борисов — отец Леона
- Мария Халатова — мать Леона
- Надежда Нельская — невеста Леона
- Наталья Лисенко — Берта
- Арсений Бибиков — отец Берты
- Раиса Рейзен — Юдифь Мельникова
- Татьяна Бах — сестра Леона
- Эмма Бауэр
- Мария Куликова
- Лидия Триденская
- Прасковья Максимова
- Вера Гордина
- Владимир Стрижевский
- Александр Херувимов

## Съёмочная группа
- Режиссёр и художник: Евгений Бауэр
- Оператор: Константин Бауэр
- Продюсер: Александр Ханжонков
- Производство: АО «А. Ханжонков и К»

## О фильме
Поначалу предполагалось, что главную роль Леона Дрея исполнит Иван Мозжухин, звезда немого кино и исполнитель всех главных ролей. Однако режиссёр Евг. Бауэр пригласил на эту роль другого актёра — Н. Радина.
Сам Н. Радин, исполнитель роли Леона Дрея, был не слишком доволен и сюжетом фильма, и образом своего персонажа, он писал жене, актрисе Е. М. Шатровой: «От кинематографии меня тошнит — это такая пошлость, такая лавка гнилых продуктов. При первой же возможности прощусь с этим родом „искусства“, Маруся вчера видела, как по Москве возили большой плакат — меня в „Л. Дрей“. Ей смешно, а мне обидно за себя». Н. Радин — Е. Шатровой, 1915.
Картина, тем не менее, получила в критике самые высокие оценки. Журнал «Кинема» отозвался так: «Тонкая продуманная игра Радина — самый существенный плюс картины, но и партнёры его, имена которых достаточно известны широкой публике, как, напр., имя артиста Борисова, достойнейшего из современных комиков, заслуживают высокой оценки, ибо, способствуя общему подъёму, они, каждый в отдельности, создают обособленные типы… Борисов в роли отца Дрея положительно очарователен, малейшее движение его так тонко отмечает особенности воспроизводимого типа, что зритель невольно поддается убеждению, что перед ним действительно этот старый беззаботный чудак-еврей».
Журнал «Театр и искусство» тоже не отставал в похвалах: «Приятное впечатление производит самый сценарий, совершенно свободный от обычных дефектов — загромождения подробностями — и отличающийся стройностью и логической постепенностью. Хорошая постановка, особенно массовые сцены». («Театр и искусство». 1915. № 24. 423—424)
Критик В. Брендер писал в 1950-х годах об исполнителе главной роли Н. Радине: «Самая удачная его работа в немой кинокартине — „Леон Дрей“, сделанная по известному роману Семёна Юшкевича. Радин был так выразительно изящен, его движения, жестикуляция были так характерны, что раскрывали весь образ Леона Дрея».
Особо отмечалась и операторская работа, Филипп Кавендиш писал в книге «Рука, вращающая ручку. Кинооператоры и поэтика камеры в дореволюционном русском кино»: «В фильме Бауэра „Леон Дрей“ (1915), например, оператор Константин Бауэр выполняет во второй части изысканное вертикальное панорамирование, чтобы обнаружить заглавного соблазнителя, который пытается играть в ножки с хозяйкой званого обеда (2:5571-5698). Движение камеры неторопливо, она довольно лениво следует вниз, затем вверх, чтобы отметить удивлённую реакцию со стороны намеченной жертвы — с помощью этого решения камера обнаруживает свою критическую позицию, своё стремление показать главного героя лицемерным соблазнителем. Такое впечатление не могло быть с тем же эффектом создано монтажной склейкой».